# Латвійський університет біонаук та технологій
Латвійський університет біонаук та технологій (латис. Latvijas Biozinātņu un tehnoloģiju universitāte, LBTU) — вищий навчальний заклад в Єлгаві (Латвія), що спеціалізується на сільському і лісовому господарстві, а також на суміжних галузях.

## Історія
У 1939 році факультет сільського господарства колишнього Ризького політехнічного інституту відокремився і став Єлгавською сільськогосподарською академією, яку розмістили в Єлгавському палаці. В 1944 році після руйнування палацу в ході війни вуз був відновлений в Ризі. 
У 1961 році академія переїхала в реконструйований Єлгавський палац, де розташована і понині. У 1991 році Латвійська сільськогосподарська академія стала університетом.
18 травня 2022 року з'їзд LLU оголосив про рішення перейменувати LLU в Латвійський університет біонаук та технологій, починаючи з 1 вересня.

## Ректори
- Павілс Квелде (1939-1940, 1941-1944)
- Паул Галенієкс (1940-1941)
- Яніс Острів (1941)
- Максіс Еглітіс (1944)
- Яніс Пейве (1944-1950)
- Амалія Цекуліна (1950-1954)
- Яніс Ванагс (1954-1961)
- Павілс Заріньш (1961-1966)
- Ольгертс Озолс (1966-1976)
- Казимир Шпогіс (1976-1980)
- Віктор Тимофєєв (1980-1986)
- Імантс Гронскіс (1986-1992)
- Волдемарс Стрікіс (1992-2002)
- Петеріс Бушманіс (2002-2004)
- Юріс Скуянс (2004-2014)
- Ірина Пілвере (з 2014 по наш час)

## Факультети
Університет має 5 факультетів:
- Факультет сільського господарства та харчових технологій;
- Факультет ветеринарної медицини;
- Факультет лісового господарства та екології;
- Факультет інженерії та інформаційних технологій;
- Факультет економіки та суспільного розвитку.